# Inga Brand

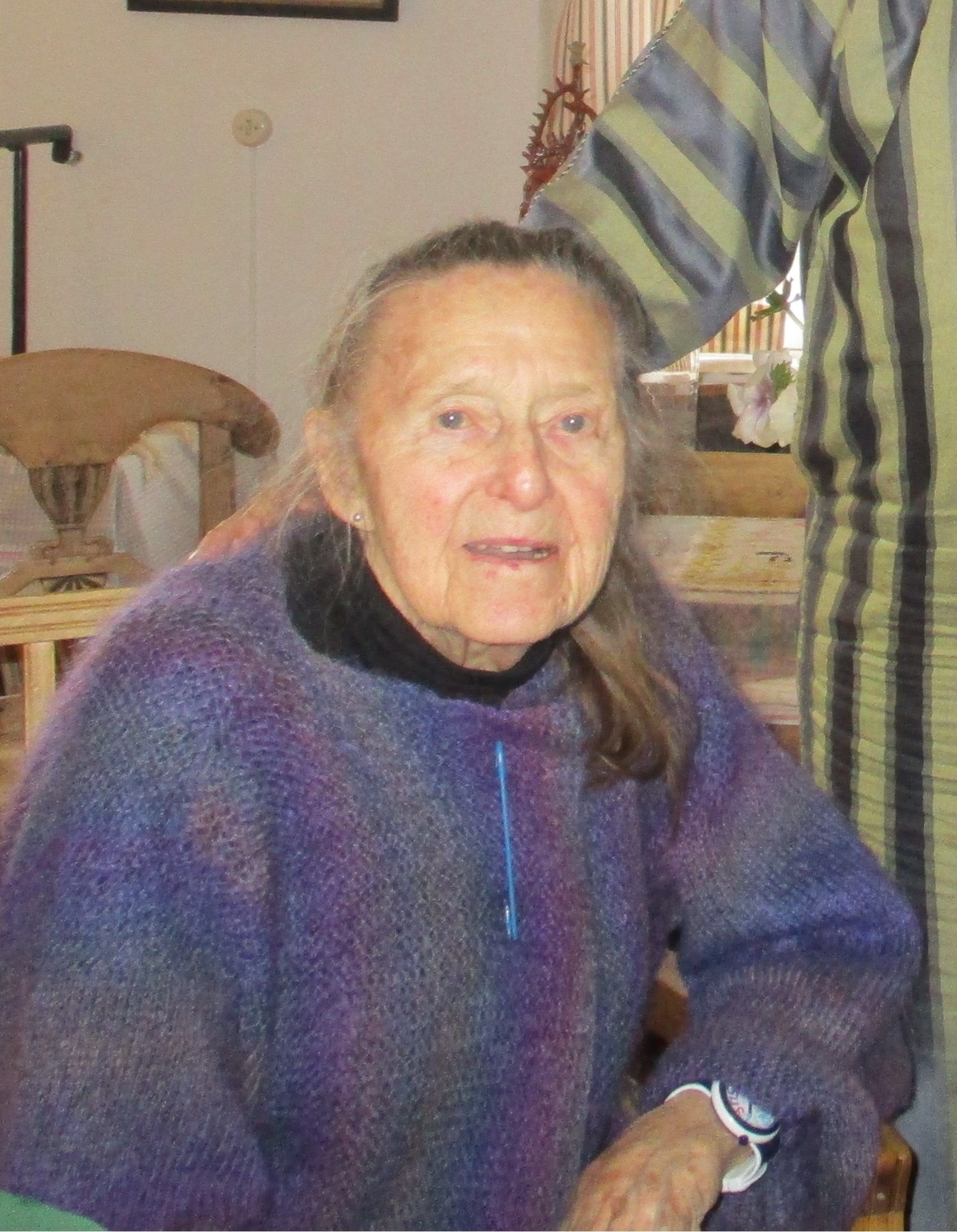
Inga Brand 2020.

Inga Lilian Marianne Brand, född Brorson, 7 januari 1929, i Väsby församling, är en svensk textilkonstnär och målare som bor och verkar i Göteborg.
Åren 1946–1951 studerade hon vid Slöjdföreningens skola i Göteborg och 1965–1973 var hon lärare vid Konstindustriskolan i Göteborg. Hon finns bland annat representerad på Nationalmuseum  och Göteborgs konstmuseum.
Inga Brand var från 1954 gift med konstnären Erland Brand (1922–2020).